# 上甲米太郎
上甲 米太郎（じょうこう よねたろう、1902年（明治35年）4月16日 - 1987年（昭和62年）3月21日）は、大正・昭和期の朝鮮における公立普通学校教員、社会活動家。
慶尚南道泗川郡昆明公立普通学校に勤務して朝鮮人の生活の苦しさをみるうち日本による朝鮮の植民地支配に疑問をもち朝鮮の独立を支持する考えになっていった。朝鮮人の苦しさを解消するための方法を考え、教え子と教育労働者組合の勉強会を自発的に行うなどしていたところ、1930年12月5日、教育労働者組合の結成を画策したとして治安維持法違反で逮捕された。

## 来歴

### 誕生から旧制中学まで
愛媛県西宇和郡千丈大村川之内（現在の愛媛県八幡浜市川之内）で、父・景吉（けいきち）、母・淑（きよ）の長男として誕生した。上甲家は江戸時代は庄屋であり、明治時代以降は地主であった。淑の祖父は、愛媛県議会議員・衆議院議員を務めた有友正親である。
日露戦争後、景吉が農業経営に失敗した結果破産したため、景吉・淑・米太郎以外の子どもは、当時朝鮮銀行に勤務していた景吉の弟を頼り、1912年に朝鮮に移住した。米太郎は両親により愛媛県大洲の有友家に預けられ、大洲中学に通学した。母方の祖母の影響により、大洲教会に通い始め、受洗した。

### 高校から校長赴任まで
1920年3月に大洲中学を卒業後、同年4月に朝鮮の京城高等普通学校附設臨時教員養成所に第八期生として入学し、翌年3月に卒業した。
卒業後、志願兵として陸軍入営を経て、1922年4月に慶尚南道咸安郡咸安公立普通学校に教員として赴任した。
1924年に予備役に志願し、4月に陸軍第20師団第78連隊に入営した。
同年9月に慶尚南道陜川郡冶炉公立普通学校に校長として赴任したのち、1927年4月に慶尚南道泗川郡昆明公立普通学校に校長として赴任した。

### 教育労働者組合運動の勉強と逮捕
1930年に教育労働者組合運動への関心を高め、『プロレタリア科学』・『戦旗』・新興教育研究所発行の雑誌『新興教育』などの購読を開始し、『新興教育』第2号（10月号）・第3号（11月号）に投稿が掲載された。同時期に、自分の元生徒を含めた京城高等普通学校の学生4人とともに教育者労働組合に関する勉強会を行い、また他の学校長にもパンフレットを送付した。
このような動きが警察に察知され、12月5日に治安維持法違反により逮捕され、その後京城の西大門刑務所に送られた。
1931年8月に京城地方法院の予審で有罪判決が下り、控訴した。1932年11月28日に京城高等法院にて懲役2年、執行猶予5年の判決が下った。これにより正八位返上を命じられ、大礼記念章（昭和）を褫奪された。

### 出所後の就職
1935年に刑期を終えたが教職に復帰できなかった。慶尚南道に戻り、妹の家に身を寄せたのち、東萊の河川工事現場の帳簿係として勤務した。その後、1941年まで第一生命の保険外交員や京城日報の晋州通信部記者として働いた。1941年に、自分を担当している特高警察のすすめで、北海道の炭鉱に強制連行された朝鮮人労働者たちの労務係・朝鮮語通訳として太平洋炭鉱に動員された。1944年に朝鮮人労働者と共に大牟田の三井三池炭鉱に移動し彼らを支えた。

### 戦後
1946年に三井鉱山株式会社を解雇された。米太郎が朝鮮人の世話をよくしていて、朝鮮の人たちから慕われていたことから、会社が米太郎の存在を煙たがったためと思われる。
1950年ごろ、朝鮮人たちが集まっている地区に住みながら、子どもが好きだったことから紙芝居屋になり、「子どもを守る会」の活動などにたずさわった。
1962年8月に上甲の還暦を祝う会が開催される。荒木栄から歌が贈られる。
新藤東洋男らによるインタビューをうけ、その内容が出版される。
1966年に東京に転居する。学習院大学東洋文化研究所友邦文庫によるインタビュー。
1971年12月に金嬉老事件の裁判で証言にたつ。
1987年に亡くなる。

## 日記
上甲が1919年から1929年ごろまで書いていた日記が学習院大学東洋文化研究所友邦文庫に寄託されている。断片を含め全47冊。

## 家族
長女は青年劇場俳優の上甲まち子。